# Roy Keane
Roy Maurice Keane (sinh ngày 10 tháng 8 năm 1971 tại Mayfield, Thành phố Cork, Ireland) là một cựu cầu thủ và là huấn luyện viên bóng đá người Ireland.
Chơi ở vị trí tiền vệ trụ, Keane được xem là một trong những tiền vệ xuất sắc nhất của câu lạc bộ Manchester United F.C.. Trong sự nghiệp 17 năm của mình, Keane khởi đầu với câu lạc bộ Cobh Ramblers tại Ireland, rồi Nottingham Forest và thành công nhất với Manchester United (cả hai câu lạc bộ đều của Anh), trước khi kết thúc sự nghiệp với câu lạc bộ Celtic của Scotland.
Keane được biết đến nhiều với lối chơi nhiệt tình và máu lửa, chính nhờ tính cách này mà anh đã được trao chiếc băng đội trưởng của Manchester United từ 1997 cho tới khi rời câu lạc bộ năm 2005. Keane đã giúp Manchester United giành được một thành công chưa có tiền lệ trong suốt 12 năm gắn bó với câu lạc bộ và được coi là một trong những huyền thoại của câu lạc bộ này.
Anh cũng chơi cho Đội tuyển bóng đá quốc gia Cộng hoà Ireland hơn 14 năm, phần lớn thời gian đó Keane đều là đội trưởng của đội tuyển quốc gia. Tại World Cup 1994, Keane tham dự tất cả các trận đấu, tuy nhiên tới World Cup 2002, do có bất đồng với Mick McCarthy nên anh đã trở về nhà và không tham dự kỳ World Cup này.
Trong vai trò HLV của Sunderland, Keane đã đưa câu lạc bộ từ vị trí thứ 23 tới danh hiệu vô địch giải Championship và giành quyền lên chơi ở Premier League.

## Danh hiệu

### Cầu thủ

#### Nottingham Forest
- Full Members' Cup (1): 1992

#### Manchester United
- Premier League (7): 1993–94, 1995–96, 1996–97, 1998–99, 1999–2000, 2000–01, 2002–03
- FA Cup (4): 1993–94, 1995–96, 1998–99, 2003–04
- FA Community Shield (4): 1993, 1996, 1997, 2003
- UEFA Champions League (1): 1998–99
- Intercontinental Cup (1): 1999

#### Celtic
- Scottish Premier League (1): 2005–06
- Scottish League Cup (1): 2005–06

### Huấn luyện viên

#### Sunderland
- Football League Championship (1): 2006–07